# Pascal Habegger
Pascal Habegger, född 22 september 1949 i Genève, möjligen avliden 20 oktober 2006, var eller är en schweizisk serieskapare. Han var främst verksam under artistnamnet Ab'Aigre, ibland även som Ab'84 eller Egger. Han var främst verksam under 1980- och 1990-talet, och 20 oktober 2006 rapporterades han ha avslutat sin verksamhet som serieskaparen Ab'Aigre. På senare år har han publicerat sig endast sporadiskt.

## Biografi
Efter studier vid konsthögskolan i Genève inledde han en verksamhet som oberoende tecknare. Han sysslade bland annat med affischer, vykort och reklamuppdrag. Tidigt lanserade han sig som tecknare under artistnamnet Ab'Aigre.
Efter en tre månader lång resa till USA 1974 skapade han hemkommen till Schweiz den kortlivade tidningen Swing, som lades ner efter ett nummer. Under de kommande åren syntes en del illustrationer och kortare serier hos tidskrifter som Rebrousse-poil och Tout va bien Hebdo. 1978 deltog han i Swiss Brothers, en serie antologier hos förlaget Kesselring.
1980 presenterade han och vännen Sylli duons serieprojekt la Route des goélands ('Måsarnas väg') för det stora serieförlaget Glénat. Till Syllis manus tecknade han under de kommande åren tre albumhistorier för förlagets tidning Circus, med senare utgivning i albumform. Bakom titlarna La Vengeance du Tiki ('Tikis hämnd'), Atoll tabou ('Tabuatoll') och Le Rêve de l'alligator ('Alligatorns dröm') var en deckarserie med söderhavsmotiv och västindiskt inspirerad ockultism.
I början av 1980-talet syntes Ab'Aigre också i tidningar som Okapi, Métal Hurlant och Zoulou. 1984 trycktes deckarserien Le Chaman ('Schamanen') i den kortlivade tidningen Ice Crim's och efter manus av Frank Giroud. Två år senare publicerades albumet L'Enfer du décor ('Dekorens helvete') hos förlaget L'Essai.
1991 skapade han tillsammans med manusförfattaren Thierry Smolderen deckarserien Nombre. Här signerade han under det nya artistnamnet Egger. Serien trycktes i två volymer hos Les Humanoïdes Associés.
Därefter publicerade han sig under resten av 1990-talet hos förlag som Paquet, Meyer och Drozophile. 1997 gjorde han en seriebearbetning av Pusjkins novell "Spader dam" för den franska kulturtidskriften Je Bouquine. Ungefär samtidigt (alternativt redan 1987/1988) tecknade han serien Je t'aime för antologin Brel samt presenterade seriealbumet Blues hos förlaget Paquet. 1998 kom La Souris hos förlaget J.-P. Éd. Meyer, liksom en serigrafiutgåva för Drozophile.
På senare år har han publicerat sig endast sporadiskt, och 20 oktober rapporterades han ha avslutat sin verksamhet som signaturen Ab'Aigre. Senare, ännu outgivna, projekt som kopplats samman med Habegger är dock Métamorphoses, en bok med skisser och outgivna teckningar, liksom serieromanen med arbetsnamnet Va pas rêver. 2019 publicerades dock oväntat À part av förlaget J.-P. Éd. Meyer.

## Stil och erkännande
Ab'aigres serier var ofta deckare med olika mysterier som bakgrund, snarlikt många tidiga serier av kollegor som Jacques Tardi, Hugo Pratt, Alberto Breccia och Pierre Wininger. Teckningsmässigt arbetade han ofta med en expressiv teckningsstil baserad på kontraster mellan svart och vitt.
1983 fick Ab'Aigre motta det stora priset vid seriefestivalen i Quiévrain, den första seriefestivalen i Belgien.
1987 fick Ab'Aigre motta Boris Oumansky-priset. Samma år var han föremål för en stor retrospektiv utställning på Genèves konstmuseum.

## Produktion

### I tidningar och antologier
- La Route des goélands, i Circus, Glénat, 1981–1983
- Kortare serier i Circus, 1981–1984
- Serier i À Suivre, Casterman, 1989
- "Je t'aime", i boken Brel, Vents d'Ouest, 1997

### Egna seriealbum/böcker
- La Route des goélands (bild), med manus av Sylli, Glénat
  1. La Vengeance du Tiki, 1981
  2. Atoll tabou, 1982
  3. Le Rêve de l'alligator, 1983
- Le Chaman (bild), med manus av Frank Giroud, Ice Crim's, koll. «Expresso», 1984
- L'Enfer du décor, L'Essai, 1986.
- Nombre (bild, under pseudonymen Egger), med manus av Thierry Smolderen, Les Humanoïdes Associés
  1. La Chanson de l'ogre, 1991
  2. La Maison de l'ogre, 1992
- Blues, Paquet, 1997
- La Souris, Drozophile, 1998
- À part, 2019[9]